# Fäuste wie Dynamit
Fäuste wie Dynamit (Originaltitel: Dallas) ist ein in der Spätphase des Genres entstandener komödiantischer Italowestern in italienisch-spanischer Koproduktion aus dem Jahr 1974. Die deutsche Erstaufführung fand auf Video statt.

## Inhalt
Der umherziehende Pistolenheld Dallas versucht, nachdem er seinen Freund Lucamone aus einem Käfig befreit hat, seine Familienfarm, die er an Kelly im Kartenspiel verloren hat, zurückzugewinnen. Als er Kelly aufsucht, findet er ihn tot; Erbin der Farm, auf deren Gelände ein vergrabener Schatz vermutet wird, ist dessen Tochter Glenda. Diese versucht, sich und ihren Besitz gegen den ruchlosen Johnny Black und seine Brüder zu verteidigen und wird dabei von Dallas unterstützt, der nach einer Reihe von Faustkämpfen und Schießduellen Black und seine Brüder und deren Bande verjagen kann. Zwar hat er sich in Glenda verliebt, zieht jedoch sein Leben als umherziehender Cowboy dem eines Farmbetreibers und Ehemannes vor.

## Kritik
Das Lexikon des internationalen Films bezeichnet den Film als „mäßig“.

## Bemerkungen
Italienischer Titel des Filmes ist Il mio nome è Scopone e faccio sempre cappotto.